# Маргарита Греческая
Маргари́та Гре́ческая и Да́тская (греч. Μαργαρίτα της Ελλάδας και Δανίας; 18 апреля 1905, Королевский дворец, Афины, Королевство Греция — 24 апреля 1981, Лангенбург, ФРГ) — старший ребёнок и дочь принца Андрея Греческого и Датского и Алисы Баттенбергской; первая праправнучка королевы Виктории; старшая сестра принца Филиппа, герцога Эдинбургского, супруга королевы Великобритании Елизаветы II.

## Биография

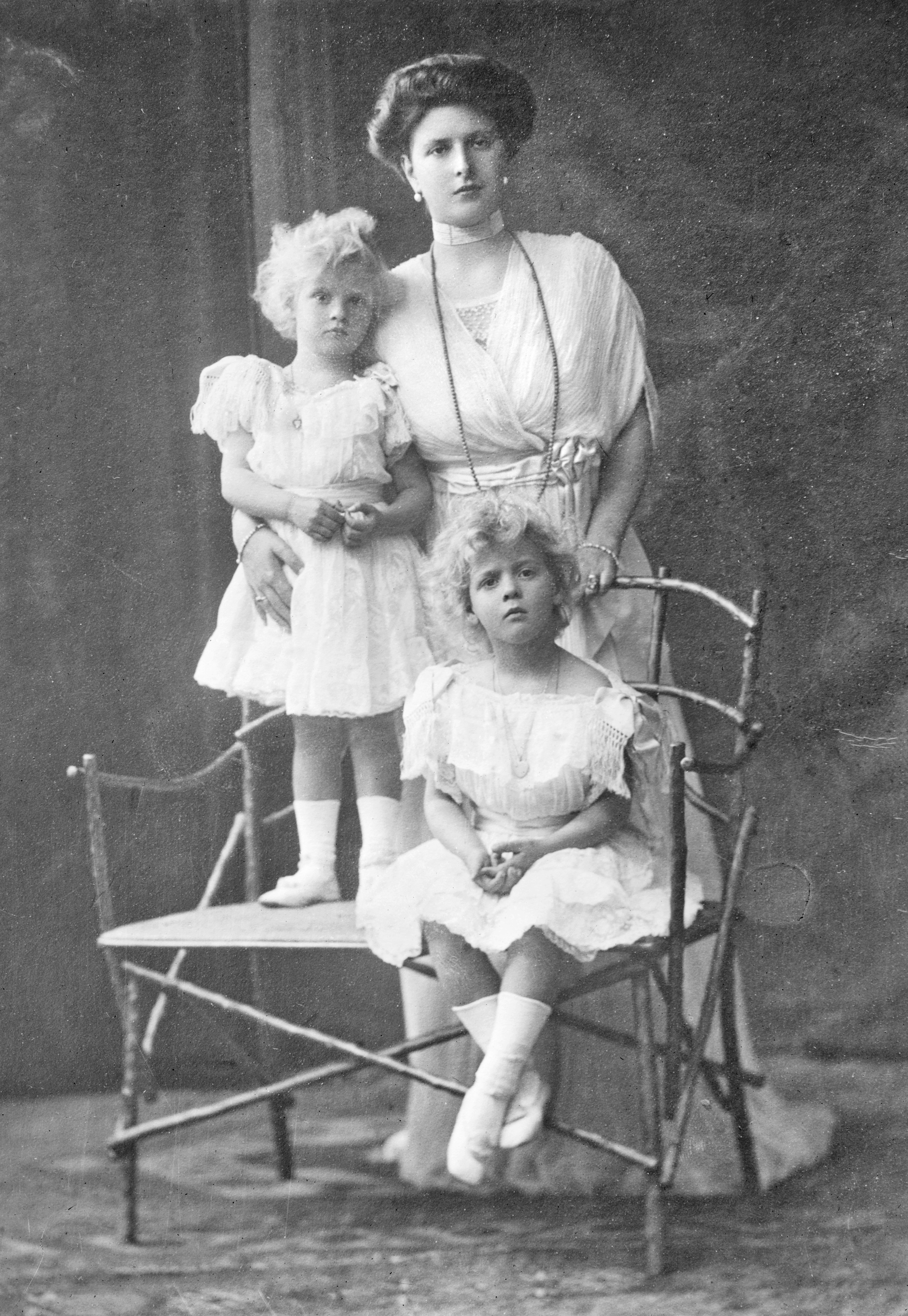
С матерью и младшей сестрой Теодорой

### Семья и ранние годы
Маргарита, первенец в семье, родилась 18 апреля 1905 года в главной резиденции греческого королевского дома Королевском дворце в Афинах. Родителями девочки были греческий принц Андрей и немецкая принцесса Алиса Баттенбергская, происходившая из морганатической ветви Гассенского дома. После Маргариты Алиса родила ещё троих дочерей: Теодору, Сесилию и Софию, а в 1921 году мать родила единственного сына — принца Филиппа, заключившего в 1947 году брак с будущей королевой Великобритании Елизаветой II. По отцу она внучка первого греческого короля из династии Глюксбургов Георга I (сына датского короля Кристиана IX) и русской великой княжны Ольги Константиновны, мать — дочь немецкого принца Людвига Александра Баттенбергского и Виктории Гессен-Дармштадтской. Алиса Баттенбергская была родной племянницей последней российской императрицы Александры Фёдоровны. Рождённая в 1905 году Маргарита стала первой праправнучкой королевы Виктории.
В 1917 году семья принца Андрея, как и большинство членов греческой королевской семьи были вынуждены уехать за границу после отречения дяди принцессы Маргариты короля Константина I. В течение следующих нескольких лет супруги вместе с детьми проживали в Швейцарии. После возвращения на престол короля Константина I в 1920 году семья ненадолго вернулась в Грецию, где обосновались на вилле Мон Репос, расположенной на острове Корфу. Поражение греческой армии во Второй греко-турецкой войне привело к повторному отстранению от власти короля Константина. Принц Андрей был арестован и после состоявшегося над ним суда был отправлен вместе с семьёй за границу. Супруги с детьми покинули Грецию на английском судне HMS Calypso. Старшие дочери, Маргарита и Теодора, были отправлены в Великобританию к их бабушке Виктории, где они получали домашнее образование. Остальная семья проживала в западном пригороде Парижа Сен-Клу, в доме, который принадлежал принцессе Марии Бонапарт, жене старшего брата Андрея принца Георга, графа Корфского.
В 1930 году принцесса Алиса перенесла тяжёлое нервное расстройство. Ей был поставлен диагноз параноидная шизофрения. Её принудительное поместили в швейцарский город Кройцлинген, где она провела два года в санатории. В 1930—31 годах все дочери вышли замуж за представитель немецкой аристократии. Ни на одной из свадеб Алиса не присутствовала. Находясь в клинике и после, выйдя из неё, Алиса не поддерживала связей с дочерьми и другими членами семьи вплоть до конца 1936 года, общаясь в этот период лишь со своей матерью Викторией.

### Брак и дети
Маргарита вышла замуж за наследного немецкого князя Гогенлоэ-Лангенбургского Готфрида 20 апреля 1931 года в Лангенбурге. Готфрид был старшим сыном князя Гогенлоэ-Лангенбургского Эрнста II и его супруги, принцессы Александры Саксен-Кобург-Готской, дочери Альфреда, герцога Саксен-Кобург-Готского и его супруги великой княгини Марии Александровны. У принцессы Маргариты и принца Готфрида были общие предки: британская королева Виктория и российский император Николай I. Князь Готфрид был троюродным братом матери принцессы Маргариты и троюродным кузеном самой Маргариты.
В браке супруги имели шестерых детей:
- мертворожденная девочка (ум. 3.12.1933) — умерла при рождении;
- князь Крафт Гогенлоэ-Лангенбургский (25.06.1935—16.03.2004) — после смерти отца стал следующим номинальным князем Гогенлоэ-Лангенбургским; 5.06.1965 года заключил брак с принцессой Шарлоттой Круа (род. 31.12.1938), старшей дочерью князя Александра Круа и Анны Элспет Кэмпбелл, имели сына и двух дочерей, 26.05.1990 они развелись; во-второй раз женился на Ирме Поспеш (род. 1946), детей не было;
- принцесса Беатрикс Алиса Мария Мелита Маргарита (10.07.1936—15.11.1997) — замуж не выходила, детей не имела;
- принц Георг Андреас Генрих (род. 24.11.1938) — женился 9.09.1969 года на немецкой принцессе Луизе Шёнбург-Вальденбургской (род. 12.10.1943), дочери принца Александра Ульриха и графини Паулины Эммы цу Кастель-Кастель; имеют двух дочерей;
- принц Рупрехт Сигизмунд Филипп Эрнст (7.04.1944—8.04.1978) — не женат, детей не имел;
- принц Альбрехт Вольфганг Кристоф (7.04.1944—23.04.1992) — был женат на Марии Хильдегард Фишер (род. 30.11.1933); имели одного сына.

### Смерть
Принцесса Маргарита умерла 24 апреля 1981 года в Лангенбурге, ФРГ. Она пережила мужа на 21 год.